# Wybory regionalne w Hesji w 2009 roku

Wybory regionalne w Hesji w 2009 roku – lokalne wybory, które odbyły się 18 stycznia 2009 roku w kraju związkowym Hesja.

## Okoliczności
Wybory zostały przyspieszone ze względu na kryzys polityczny w landtagu zaistniały po poprzednich wyborach, gdyż zarówno SPD, jak i CDU nie uzyskały poparcia pozwalającego na rządy samodzielne lub przy udziale potencjalnych koalicjantów (odpowiednio Zielonych i FDP), a obie próby nawiązania współpracy z Lewicą podjęte przez Andreę Ypsilanti zakończyły się niepowodzeniem.

## Wyniki
Według wstępnych wyników zwycięstwo odniosła Unia Chrześcijańsko-Demokratyczna. Znaczący spadek zanotowała natomiast Socjaldemokratyczna Partia Niemiec, a jej przewodnicząca w landzie – Andrea Ypsilanti – złożyła rezygnację z pełnionej funkcji. Lider heskiej CDU – Roland Koch – zapowiedział budowę koalicji z FDP.